# Crisis de Irán de 1946
La crisis de Irán de 1946, también conocida como la crisis de Irán y Azerbaiyán y la crisis irano-soviética, siguió al final de la Segunda Guerra Mundial y se derivó de la negativa de la Unión Soviética a ceder territorio iraní ocupado durante la guerra, a pesar de las reiteradas garantías ofrecidas durante la ocupación. En 1941 Irán había sido invadida y ocupada por las potencias aliadas del Ejército Rojo soviético en el norte y por los británicos en el centro y sur de manera conjunta. Irán fue utilizado por los estadounidenses y los británicos como una ruta de transporte para proporcionar suministros vitales a los esfuerzos de guerra en la Unión Soviética.
En agosto de 1941, los Estados Unidos era una nación neutral y no había entrado como beligerante en la Segunda Guerra Mundial. Por lo tanto, el bloque Aliado estaba compuesto principalmente (con Polonia y Francia ocupada por Alemania en 1939 y 1940, respectivamente) por el Reino Unido y la Unión Soviética, que se habían unido después de la invasión alemana de los territorios de la Unión Soviética occidental en junio de 1941. A raíz de la ocupación de Irán, las fuerzas aliadas acordaron retirarse del país dentro de los seis meses después del cese de las hostilidades. Sin embargo, cuando este plazo llegó a principios de 1946, los soviéticos, bajo Iósif Stalin, permanecieron en Irán y los iraníes prosoviéticos locales proclamaron la separatista República Popular de Azerbaiyán.
A finales de 1945, además de la República Popular de Azerbaiyán también llegó a existir la República de Mahabad. Pronto, la alianza de los kurdos y las fuerzas armadas de Azerbaiyán, apoyados y formados por la Unión Soviética, desencadenó una batalla con las fuerzas iraníes, lo que resultó en un total de 2.000 víctimas. Negociación por el primer ministro iraní Ahmad Qavam y la presión diplomática sobre los soviéticos por los Estados Unidos finalmente llevó a la retirada soviética. La crisis es vista como uno de los primeros conflictos en la creciente Guerra Fría.